# Complejo deportivo municipal Mar Bella
El complejo deportivo municipal Mar Bella (en catalán: Complex Esportiu Municipal Mar Bella) es una instalación multiusos ubicada en el barrio de Pueblo Nuevo del distrito de San Martín en Barcelona. Está enfrente de la playa de la Mar Bella. Es gestionado actualmente por la sociedad Consell de L´Esport Escolar de Barcelona (CEEB).
Su principal función es deportiva, aunque ha visto numerosos eventos culturales y encuentros estudiantiles y juveniles. Cuenta con una pista de atletismo, un campo de rugbi, ambos exteriores, y una sala especializada en taekwondo y pistas de bádminton. Además de celebrar constantemente encuentros de fútbol sala. Dispone, por último, de una pequeña biblioteca y de una sala de exposiciones.
Las instalaciones del CEM Mar Bella son la localía de una decena de clubes deportivos, entre ellos el Club Atletisme Canaletes y la sección de rugby del Club Natació Poble Nou.

## Historia
Diseñado por los arquitectos Manuel Ruisánchez y Xavier Vendrell, fue inaugurado el 31 de abril de 1992 con motivo de los XXV Juegos Olímpicos con el nombre de pabellón de la Mar Bella para albergar el torneo de bádminton contando con una capacidad de 1000 espectadores.
En 1993 fue reconvertido en un polideportivo municipal de gestión privada, concedida al Club Natació Poble Nou. Debido a los problemas económicos de esta entidad, en 2004 Ayuntamiento de Barcelona rescató la concesión y la otorgó a la empresa municipal B:SM. En 2011 obtuvo la concesión el Consell de l'Esport Escolar de Barcelona (CEEB), su gestor actual.